# Ezequiel Barrionuevo
Ezequiel Barrionuevo (Cruz del Eje, Córdoba, 14 de agosto de 1986) es un jugador de fútbol profesional que actualmente juega en Instituto de Trafico- Cruz del Eje /Cordoba

## Trayectoria
Debutó con Talleres en el año 2003 desde las inferiores. Luego para la temporada 2006/07 es traspasado a Villa Mitre a préstamo por una temporada. En enero de 2008 es traspasado al Santiago Wanderers. Luego vuelve a la Argentina para jugar en Gimnasia y Esgrima de Jujuy para el 2009. Luego volvería a su provincia natal para jugar con Sportivo Belgrano en el Argentino A desde 2010 hasta que en el 2013 lograría el ascenso con el equipo de San Francisco. Este mismo año volvería a la ¨T¨ para jugar el Nacional B, equipo con el que terminaría descendiendo al Argentino A.
Luego en 2015 en una campaña histórica consigue un nuevo ascenso con un campeonato en el Torneo Federal A, y el club regresó a la Primera B Nacional. En junio de 2016 le notificaron que no seguiría en el plantel del club.

## Clubes
| Club                        | País      | Año           | PJ  | Goles |
| --------------------------- | --------- | ------------- | --- | ----- |
| Talleres                    | Argentina | 2004 - 2006   | 18  | 1     |
| Villa Mitre                 | Argentina | 2006 - 2007   | 19  | 2     |
| Talleres                    | Argentina | 2007          | 12  | 0     |
| Santiago Wanderers          | Chile     | 2008          | 36  | 0     |
| Gimnasia y Esgrima de Jujuy | Argentina | 2009 - 2010   | 6   | 0     |
| Sportivo Belgrano           | Argentina | 2010 - 2013   | 86  | 12    |
| Talleres                    | Argentina | 2013 - 2016   | 41  | 8     |
| Ramón Santamarina           | Argentina | 2016 - 2018   | 50  | 2     |
| Central Córdoba (SdE)       | Argentina | 2018 - 2019   | 18  | 0     |
| Atlético Porteño            | Ecuador   | 2019          | 9   | 0     |
| Estudiantes SL (cedido)     | Argentina | 2020          | 3   | 1     |
| Atlético Porteño            | Ecuador   | 2020-presente | 0   | 0     |
| Total                       |           |               | 298 | 26    |

## Palmarés
| Título             | Club                  | País      | Año  |
| ------------------ | --------------------- | --------- | ---- |
| Torneo Argentino A | Sportivo Belgrano     | Argentina | 2013 |
| Torneo Federal A   | Talleres              | Argentina | 2015 |
| Primera B Nacional | Talleres              | Argentina | 2016 |
| Primera B Nacional | Central Córdoba (SdE) | Argentina | 2019 |